# Forbrydelsen III
Forbrydelsen III er tredje og sidste del af DR's krimi-dramaserie Forbrydelsen som havde premiere på DR1 23. september 2012. 
Søren Sveistrup er hovedforfatter sammen med Torleif Hoppe, og Kristoffer Nyholm er instruktør. Piv Bernth er stadig producent på serien. Optagelserne til Forbrydelsen III begyndte den 15. august 2011.

## Handling
Finanskrisen har sat sine spor i hele landet, også på Politigården, hvor Sarah Lund står for at fejre sit 25 års jubilæum, og derefter foretage et større skift i sit liv.
Der er 10 dage til folketingsvalget, og De nye Liberale med Statsminister Kamper i spidsen, har en plan klar til at styre landet sikkert gennem finanskrisen. 
Hos olie- og rederigiganten Zeeland holder man øje med det politiske klima, og Robert Zeuthen overvejer firmaets fremtid i Danmark. Men et usædvanligt fund i havnen kommer på tværs af alles planer. Tre østeuropæiske sømænd findes myrdet, henholdsvis på kajen og på et skib ejet af Zeeland. 
Efter kidnapningen af Robert Zeuthens 9-årige datter, Emilie, sætter politiet med Sarah Lund i spidsen, alt ind på at finde gerningsmanden og få Emilie sikkert tilbage igen.
Alle holder vejret hos Zeeland og i familien Zeuthen og man afventer en melding fra den person, der har kidnappet den lille pige.
På Christiansborg bliver kidnapningen en varm kartoffel i valgkampen og giver Statsministeren problemer med oppositionen.
Efter vicestatsadvokatens dramatiske død står det klart, at Emilie Zeuthens kidnapper er en mand, som ikke skyer nogen midler for at inddrive sin gæld. Men hvilken gæld? Lund og Borch prøver at få samarbejdet til at glide, og Lund opsøger Mark, for at forsone sig med ham. Familien Zeuthen har svært ved at acceptere, at Emilie er væk, og presser politiet til at handle ved at stille alle midler til rådighed. Statsminister Kampers stab forsøger at holde ham fri af kidnapningsaffæren, men de får nogle ubehagelige informationer, som gør det svært at fokusere på valgkampen.
Endnu et mislykket udvekslingsforsøg stiller Borch og Lund i et dilemma - skal de adlyde gerningsmanden, eller skal de handle på trods af hans direktiver - og dermed risikere at sætte Emilie Zeuthens liv yderligere i fare? Med retsmedicinerens død, tyder flere ting nu på, at der er en sammenhæng mellem en gammel drabssag og Emilie Zeuthens skæbne. Robert Zeuthen er klar til at betale den ultimative pris for at få sin datter tilbage i live, og på trods af politiets advarsler, gennemtrumfer han sin vilje. Statsministerens politiske liv bliver kædet mere og mere sammen med en uopklaret politisag, og Justitsministeren og PET kan ikke skabe klarhed. Oppositionsleder Ussing benytter enhver lejlighed til at beskylde Kamper for medansvar for Emilie Zeuthens forsvinden.
Gerningsmanden bliver ved at tale om en gæld, som han vil have indfriet - og hvis Sarah Lund skal redde Emilies liv, så skal hun finde ud af, hvilken gæld, han taler om, og hvordan den skal betales. Gerningsmanden har denne gang bedt om Robert Zeuthen i bytte for Emilie - udvekslingen er i gang. Robert Zeuthen er nu på vej, sammen med Lund, for at ofre sit liv for sin datter, og Maja følger dramaet fra Politigården, hvor Brix prøver at få styr på situationen. Justitsministeren viser sig ikke at have rent mel i posen, og det samme gælder Anders Ussing. Deres mulige forbindelse til den gamle drabssag, giver Kamper grund til alvorlige overvejelser, og han træffer en dramatisk beslutning, til stor frustration for både Stoffer og Karen. 
Til stor rædsel for alle skyder gerningsmanden Emilie for øjnene af sin far og smider hende i vandet.  

## Castet
Hele hovedcastet blev offentliggjort 12. september 2011:
| Skuespiller            | Person               | Beskrivelse                                         |
| ---------------------- | -------------------- | --------------------------------------------------- |
| Sofie Gråbøl           | Sarah Lund           | Vicekriminalkommisær                                |
| Morten Suurballe       | Lennart Brix         | Drabschef                                           |
| Nikolaj Lie Kaas       | Mathias Borch        | PET-medarbejder                                     |
| Olaf Heine Johannessen | Kristian Kamper      | Statsminister                                       |
| Trine Pallesen         | Karen Nebel          | Statsministerens spindoktor                         |
| Sigurd Holmen le Dous  | Asbjørn Juncker      | Nyansat kriminalassistent på Politigården           |
| Anders W. Berthelsen   | Robert Zeuthen       | Chef for familiekoncernen Zeeland                   |
| Helle Fagralid         | Maja Zeuthen         | Læge og Robert Zeuthens ekskone                     |
| Stig Hoffmeyer         | Niels Jon Reinhardt  | Robert Zeuthens personlige assistent                |
| Jonatan Spang          | Kristoffer Kamper    | De Liberales kampagneleder og statsministerens bror |
| Thomas W. Gabrielsson  | Loke Rantzau Poulsen | Bortføreren                                         |
| Henrik Birch           | Anders Ussing        | Statsminister-kandidat                              |
| Jacob Lohmann          | Dyhring              | PET-Chef                                            |
| Tammi Øst              | Birgit Eggert        | Finansminister                                      |
| Søren Sætter-Lassen    | Mogens Rank          | Justitsminister                                     |
| Lotte Andersen         | Ruth Hedeby          | Vicepolitidirektør                                  |
| Peter Mygind           | Tage Steiner         | Statsadvokatens medarbejder                         |

## Øvrige personer
- Emilie Zeuthen - Kaya Fjeldsted
- Carl Zeuthen - Oliver Ternstrøm
- Rosa Lebech - Sara-Marie Maltha
- Kornerup, admin. direktør for Zeeland - Søren Spanning
- Carsten - Asbjørn Agger
- Mark Lund - Eske Forsting Hansen
- Eva Lauersen, Marks kæreste - Neel Rønholt
- Vibeke Lund, Sarahs mor - Anne Marie Helger
- Bestyrelsesformand Gilsfort - Henning Jensen
- Per Monrad - Kasper Leisner
- Radio Speaker - Kai Selliken
- Lis Vissenbjerg - Ditte Hansen

## Afsnit
| Afsnit | Sendetidspunkt på DR1                   |
| 1      | Søndag den 23. september 2012 kl. 20.00 |
| 2      | Søndag den 30. september 2012 kl. 20.00 |
| 3      | Søndag den 7. oktober 2012 kl. 20.00    |
| 4      | Søndag den 14. oktober 2012 kl. 20.00   |
| 5      | Søndag den 21. oktober 2012 kl. 20.00   |
| 6      | Søndag den 28. oktober 2012 kl. 20.00   |
| 7      | Søndag den 4. november 2012 kl. 20.00   |
| 8      | Søndag den 11. november 2012 kl. 20.00  |
| 9      | Søndag den 18. november 2012 kl. 20.00  |
| 10     | Søndag den 25. november 2012 kl. 20.00  |